# الیو دو آنجلیس
الیو دو آنجلیس (انگلیسی: Elio de Angelis؛ زادهٔ ۲۶ مارس ۱۹۵۸ در رم، درگذشتهٔ ۱۵ مهٔ ۱۹۸۶ در مارسی، فرانسه) رانندهٔ مسابقات اتومبیل‌رانی فرمول یک اهل ایتالیا بود که بین فصل‌های ۱۹۷۹ تا ۱۹۸۶ با تیم‌های شدو، لوتوس و برابام در مسابقات قهرمانی جهان فرمول یک شرکت کرد. او در سال ۱۹۸۶ در حالی که در پیست پل ریکارد در فرانسه مشغول به آزمایش خودروی برابهام بی‌تی۵۵ بود، در یک تصادف کشته‌شد. از دو آنجلیس گاهی با عنوان «آخرین بازیکن جنتلمن» فرمول یک یاد می‌شود.